# اپرای فضایی

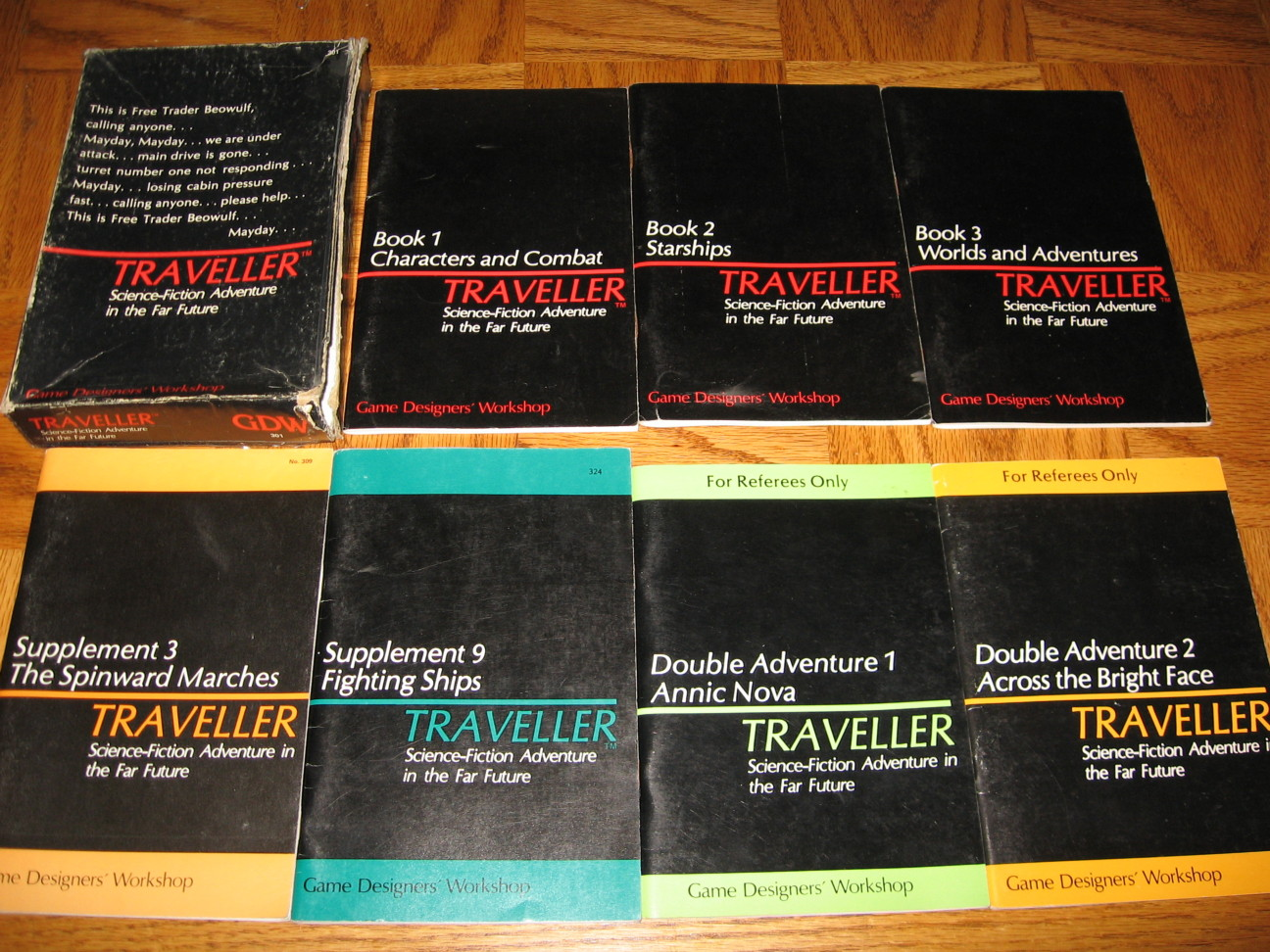
اپرای فضایی

اپرای فضایی زیرسبکی از سبک علمی-تخیلی در آثار نوشتاری و رسانه‌های دیگر است. اپرای فضایی با استفاده از فضاسازی و پس‌زمینه علم و پیشرفت‌های آینده، به شرح داستانی معمولاً رمانتیک یا ترسناک یا ... می‌پردازد که ربط مستقیمی با علم ندارد. اپرای فضایی باکی از شکستن یا نقض قوانین علمی ندارد و بنابراین در علمی-تخیلی شمردن آن جای شک وجود دارد.
مثال مشهور این سبک، گروه داستان‌ها و فیلم‌های جنگ‌های ستاره‌ای (Star Wars یا جنگ ستارگان در ایران) است.